# Cerkiew św. Mikołaja w Gostyninie
Cerkiew św. Mikołaja – murowana cerkiew w Gostyninie, wzniesiona w 1890. W 1911 przekazana została utworzonej w tym samym roku w Gostyninie parafii prawosławnej. Po 1918 rozebrano dzwonnicę, a cerkiew pozbawiono funkcji religijnej. Obecnie mieszczą się tu mieszkania socjalne. Na strychu zachowały się polichromie o tematyce historycznej i religijnej.